# Parafia św. Maksymiliana Kolbego w Suchej
Parafia świętego Maksymiliana Kolbego w Suchej – parafia rzymskokatolicka, znajdująca się w diecezji pelplińskiej, w dekanacie Lubiewo.